# Спейкербор (Дренте)
Спейкербор (нід. Spijkerboor) — село в нідерландській провінції Дренте. Входить до муніципалітету А-ен-Гюнзе.
Його площа становить 0,38 км², а населення станом на 2021 рік складало 155 осіб.
Перша згадка про населений пункт датується 1792 роком.